# Таш-Кура
Таш-Кура́ (укр. Таш-Кура, крымскотат. Taş Qora, Таш Къора) — маловодная река (балка) в Крыму, на территории Белогорского района, правый приток реки Сарысу. Длина водотока 11,0 километров, площадь водосборного бассейна 31,5 км².

## География
В начале XX века считалось, что река образуется слиянием Неймановой балки и источников Чардыклы, (дебитом 1454600 вёдер в сутки) и Учкос (120600 вёдер). Таш-Кура течёт, в основном, в северо-северо-восточном направлении, у реки, согласно справочнику «Поверхностные водные объекты Крыма» 2 безымянных притока (у Николая Рухлова в книге «Обзор речных долин горной части Крыма» 1915 года название имеет впадающая спава балка Кырда-Эли), водоохранная зона установлена в 100 м. Река впадает в Сарысу в 12 километрах от устья, между сёлами Новогригорьевка и Александровка.